# 워렌 프로스트
워런 프로스트(Warren Frost, 1925년 6월 5일 ~ 2017년 2월 17일)는 미국의 배우이다. 그의 작품은 주로 연극이었으나 1958년부터 영화와 텔레비전에도 이따금씩 참여했다. 맷록과 사인필드에서 텔레비전 역할을 수행했고 특히 자신의 아들 마크 프로스트에 의해 공동 제작된 시리즈 트윈 픽스에서 헤이워드 박사 역을 수행했다.

## 참여 작품

### 영화
- 거인 전쟁
- 죽음의 순례자
- 트윈 픽스 (영화)
- 시스터 액트 2
- 트윈 픽스: 더 미씽 피시즈

### 텔레비전
- 애즈 더 월드 턴즈
- 트윈 픽스
- L.A. 로
- 머피 브라운
- 라이프 고스 온
- 사인필드